# Brycon lundii
A piracanjuva (Brycon lundii (Lütke)), também chamada de piracanjuva-arrepiada e piracanjuvira, é um peixe da família dos caracídeos que habita o rio São Francisco, no Brasil. Pode atingir até 80 centímetros de comprimento e 10 quilogramas de peso.

## Etimologia
"Piracanjuva" vem da junção dos termos tupis pirá (peixe), kãg (osso) e yub (amarelo).